# Liste von Fjorden in Island

Grafik der wichtigsten Fjorde und Buchten im Norden und Westen Islands

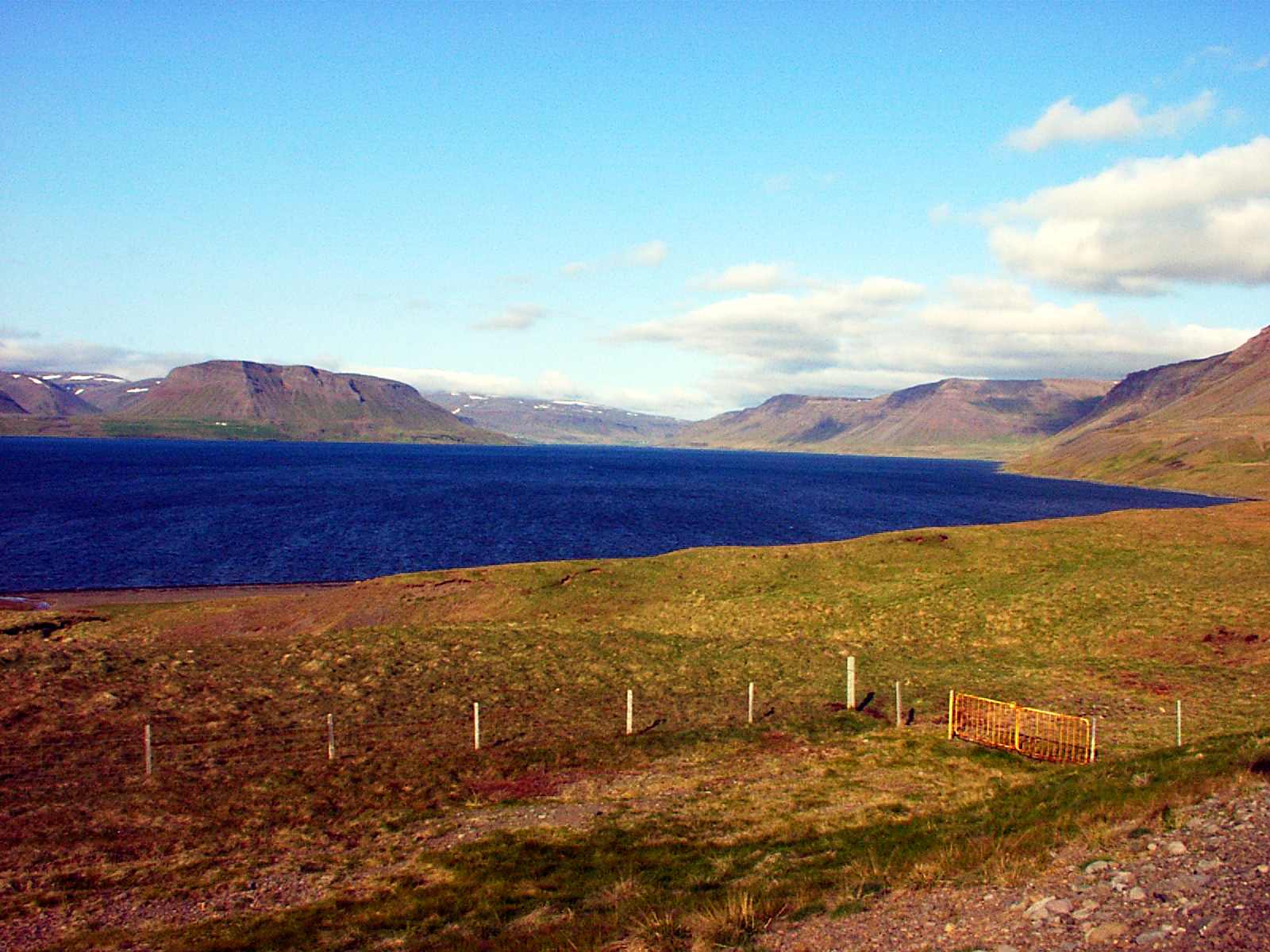
Gilsfjörður
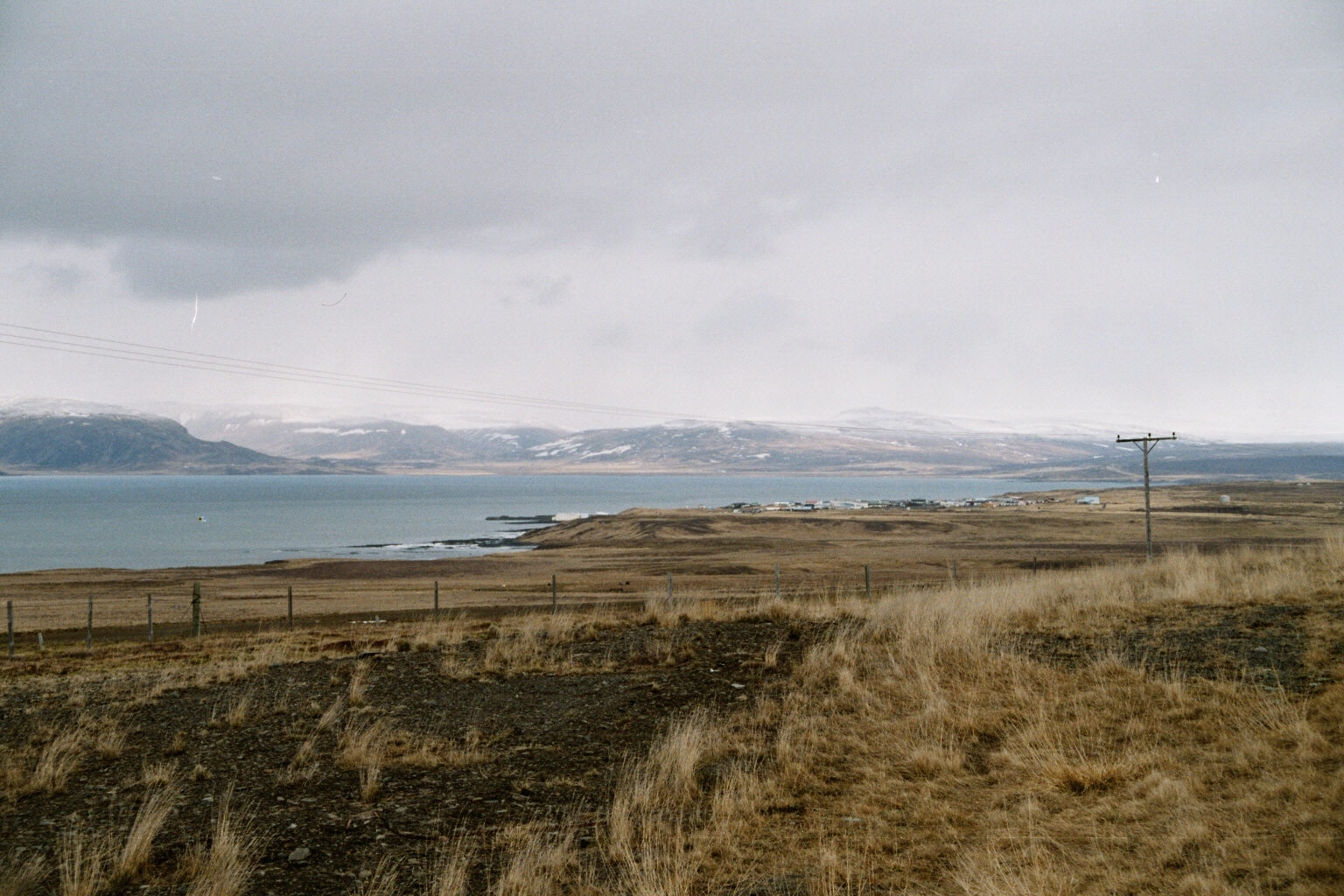
Hvammsfjörður

Dies ist eine Liste der Fjorde und großen Buchten in Island.
| Hauptfjord                | Seitenfjord | Gemeinde                    | Landesteil     |
| ------------------------- | --- | --------------------------- | -------------- |
| Aðalvík                   | | Ísafjarðarbær               | Westfjorde     |
| Álftafjörður              | | Múlaþing                    | Ostisland      |
| Arnarfjörður              | Borgarfjörður, Dynjandisvogur, Suðurfirðir: Geirþjófsfjörður, Trostansfjörður, Reykjarfjörður, Fossfjörður, Bíldudalsvogur;                                                                           | Ísafjarðarbær Vesturbyggð   | Westfjorde     |
| Bakkaflói                 | Finnafjörður, Miðfjörður, Bakkafjörður | Langanesbyggð               | Ostisland      |
| Berufjörður, Ostisland    | | Djúpivogur                  | Ostisland      |
| Borgarfjörður, Ostisland  | | Múlaþing                    | Ostisland      |
| Bjarnarfjörður            | | Strandabyggð                | Westfjorde     |
| Breiðafjörður             | Álftafjörður, Grundarfjörður, Kolgrafafjörður, Hvammsfjörður, Gilsfjörður, Króksfjörður, Þorskafjörður, Djúpifjörður, Kvígindisfjörður, Skálmarfjörður, Kerlingarfjörður, Kjálkafjörður, Vatnsfjörður | u. a. Snæfellsbær           | Westisland     |
| Breiðdalsvík              | | Breiðdalur                  | Ostisland      |
| Dýrafjörður               | | Ísafjarðarbær               | Westfjorde     |
| Eyjafjörður               | Siglufjörður, Héðinsfjörður, Ólafsfjörður | u. a. Akureyri              | Nordostisland  |
| Fáskrúðsfjörður           | | Fjarðabyggð                 | Ostisland      |
| Faxaflói                  | Borgarfjörður, Hvalfjörður, Kollafjörður | u. a. Reykjavík             | Westisland     |
| Fljótavík                 | | Ísafjarðarbær               | Westfjorde     |
| Furufjörður               | | Ísafjarðarbær               | Westfjorde     |
| Hamarsfjörður             | | Múlaþing                    | Ostisland      |
| Héraðsflói                | | Fljótsdalshérað             | Ostisland      |
| Hlöðuvík                  | | Ísafjarðarbær               | Westfjorde     |
| Hornafjörður (Fjord)      | Skarðsfjörður | Hornafjörður                | Südisland      |
| Húnaflói                  | Hrútafjörður, Miðfjörður, Húnafjörður | u. a. Húnabyggð             | Nordwestisland |
| Ísafjarðardjúp            | Bolungarvík, Skutulsfjörður, Álftafjörður, Seyðisfjörður, Hestfjörður, Skötufjörður, Mjóifjörður, Vatnsfjörður, Ísafjörður, Kaldalón                                                                  | u. a. Ísafjarðarbær Súðavík | Westfjorde     |
| Jökulfirðir               | Leirufjörður, Hrafnsfjörður, Lónafjörður, Veiðileysufjörður, Hesteyrarfjörður | Ísafjarðarbær               | Westfjorde     |
| Lónsvík                   | Lónsfjörður, Papafjörður | Hornafjörður                | Südisland      |
| Norðfjarðarflói           | Norðfjörður, Hellisfjörður, Viðfjörður | Fjarðabyggð                 | Ostisland      |
| Norðurfjörður             | Trékyllisvík | Strandabyggð                | Westfjorde     |
| Ófeigsfjarðarflói         | Eyvindarfjörður, Drangavík, Ingólfsfjörður, Ófeigsfjörður | Árnes                       | Westfjorde     |
| Önundarfjörður            | | Ísafjarðarbær               | Westfjorde     |
| Öxarfjörður               | | Norðurþing                  | Nordostisland  |
| Patreksfjörður            | Tálknafjörður | Vesturbyggð                 | Westfjorde     |
| Reyðarfjörður             | Eskifjörður | Fjarðabyggð                 | Ostisland      |
| Reykjarfjörður á Ströndum | Veiðileysa | Strandabyggð                | Westfjorde     |
| Reykjarfjörður nyrðri     | | Ísafjarðarbær               | Westfjorde     |
| Seyðisfjarðarflói         | Seyðisfjörður, Loðmundarfjörður | Múlaþing, Fjarðabyggð       | Ostisland      |
| Skagafjörður (Fjord)      | | Skagafjörður                | Nordwestisland |
| Steingrímsfjörður         | | Strandabyggð                | Westfjorde     |
| Stöðvarfjörður            | | Fjarðabyggð                 | Ostisland      |
| Súgandafjörður            | | Ísafjarðarbær               | Westfjorde     |
| Vopnafjörður              | Nípsfjörður | Vopnafjörður                | Ostisland      |
| Þistilfjörður             | | u. a. Svalbarð              | Nordostisland  |

- Gilsfjörður
- Hvammsfjörður